# 丙酸叔丁酯
丙酸叔丁酯（英語：tert-butyl propionate）是一种有机化合物，化学式C7H14O2，它是一种具有苹果气味的无色易燃液体，存在于多个品种的蘋果中。
它可由叔丁醇和丙酸酐反应制得，或由丙烯酸叔丁酯在钯碳催化下和三乙胺反应得到。